# Bismuto-209
El bismuto-209 es el isótopo "virtualmente estable" del bismuto con el periodo de semidesintegración más largo de cualquier radioisótopo que experimente decaimiento α. Tiene 83 protones y 126 neutrones, y una masa atómica de 208.9803987 uma (unidades de masa atómica). Todo el bismuto primordial es de este isótopo. Es un producto de decaimiento del plomo-209 mediante emisión β− .

## Estabilidad
Se creía que el bismuto-209 tenía el núcleo estable más pesado de cualquier elemento, pero en 2003, un equipo del Institut d'Astrophysique Spatiale en Orsay, Francia, descubrió que 209Bi experimenta decaimiento alfa con un periodo de semidesintegración de aproximadamente 600 yotasegundos (1.9×1019 años), billones de veces más largo que la edad estimada actual del universo. La teoría pronosticó una vida media de 1.9×1019 años. El decaimiento produce una energía de 3.14 MeV víapartícula de alfa y convierte el átomo a talio-205. El bismuto-209 puede experimentar desintegración alfa y está producido por parte del decaimiento de:
209
82Pb → 209
83Bi + e−
El bismuto-209 finalmente forma talio-205:
209
83Bi → 205
81Tl + 4
2He
Debido a su extraordinariamente largo periodo de semidesintegración, para casi todas las aplicaciones el 209Bi todavía puede ser tratado como si fuese no radioactivo. A pesar de que 209Bi aguanta el registro de vida media para decaimiento alfa, el bismuto no tiene la vida media más larga de cualquier radionúclido para ser encontrado experimentalmente—esta distinción pertenece a Telurio-128 (128Te) con una vida media estimada en 2.2 x 1024 años por β- β- (decaimiento beta).

### Decadencia hipotética
Según el Servicio Geológico de Estados Unidos, la producción minera mundial de Bismuto en 2010 fue deq 8,900 toneladas métricas (del cual virtualmente el 100% es 209Bi).

## Usos
210Po puede ser fabricado bombardeando al 209Bi con neutrones en un reactor nuclear. Sólo algunos 100 gramos de 210Po está producido cada año.

## Formación
En las estrellas gigantes rojas de la rama giganta asintótica, el s-proceso (proceso lento) es actual de producir bismuto-209 y polonio-210 por captura de neutrones como los elementos más pesados para ser formados, y el último deprisa decadencias. Todos los elementos más pesados que estén formados en el r-proceso, o proceso rápido, el cual ocurre durante los primeros quince minutos de una supernova.